# 李宏鸣
李宏鸣（1957年9月—）。男，汉族，河北巨鹿人，中华人民共和国政治人物。合肥工业大学工业自动化专业毕业。

## 生平
1975年4月参加工作，1976年8月加入中国共产党。
2003年9月，任中共黄山市委副书记，市人民政府市长、党组书记，黄山风景区管委会主任。2008年2月，任中共宿州市委书记。
2008年，当选第十一届全国人民代表大会安徽地区代表。
2013年6月，任徽商银行董事长。

### 落马
2022年11月4日，李宏鸣涉嫌严重违纪违法接受安徽省纪委监委纪律审查和监察调查。徽商银行三名董事长戴荷娣、李宏鸣、吴学民均已经落马。
2023年4月27日，李宏鸣被开除党籍。5月23日，安徽省人民检察院依法以涉嫌受贿罪、国有公司人员滥用职权罪对李宏鸣作出逮捕决定。
2024年5月24日上午，淮北市中级人民法院对李宏鸣案作出一审宣判，以受贿罪、国有公司人员滥用职权罪判处其有期徒刑14年6个月，并且处罚金人民币400万元；对其受贿所得依法予以追缴，上缴国库，不足部分继续追缴。